# Llista de monuments de l'Alt Pirineu i Aran
Llista de monuments de l'Alt Pirineu i Aran inclosos en l'Inventari del Patrimoni Arquitectònic Català per l'àmbit territorial de l'Alt Pirineu i Aran. Inclou els inscrits en el Registre de Béns Culturals d'Interès Nacional (BCIN) amb una classificació arquitectònica, els Béns Culturals d'Interès Local (BCIL) immobles i la resta de béns arquitectònics integrants del patrimoni cultural català.
L'any 2009, l'Alt Pirineu i Aran tenia 188 béns culturals d'interès nacional, entre ells 166 monuments històrics, 6 conjunts històrics i 1 lloc històric, a més de les zones arqueològiques i paleontològiques.
Entre els monuments històrics estan incloses les esglésies romàniques de la Vall de Boí declarades en conjunt com a Patrimoni de la Humanitat per la UNESCO.
Les llistes estan dividides per comarques i per llistes municipals en els casos més estesos:
- Llista de monuments de l'Alta Ribagorça
- Llista de monuments de l'Alt Urgell
  - Llista de monuments de Montferrer i Castellbò
  - Llista de monuments de la Seu d'Urgell
  - Llista de monuments de les Valls d'Aguilar
  - Llista de monuments de les Valls de Valira
- Llista de monuments de la Baixa Cerdanya
  - Llista de monuments de Puigcerdà
- Llista de monuments del Pallars Jussà
  - Llista de monuments d'Isona i Conca Dellà
  - Llista de monuments de Tremp
- Llista de monuments del Pallars Sobirà
  - Llista de monuments de Baix Pallars
  - Llista de monuments de Sort
- Llista de monuments de la Vall d'Aran
  - Llista de monuments de Naut Aran
  - Llista de monuments de Vielha e Mijaran
  - Llista de monuments del Baix Aran

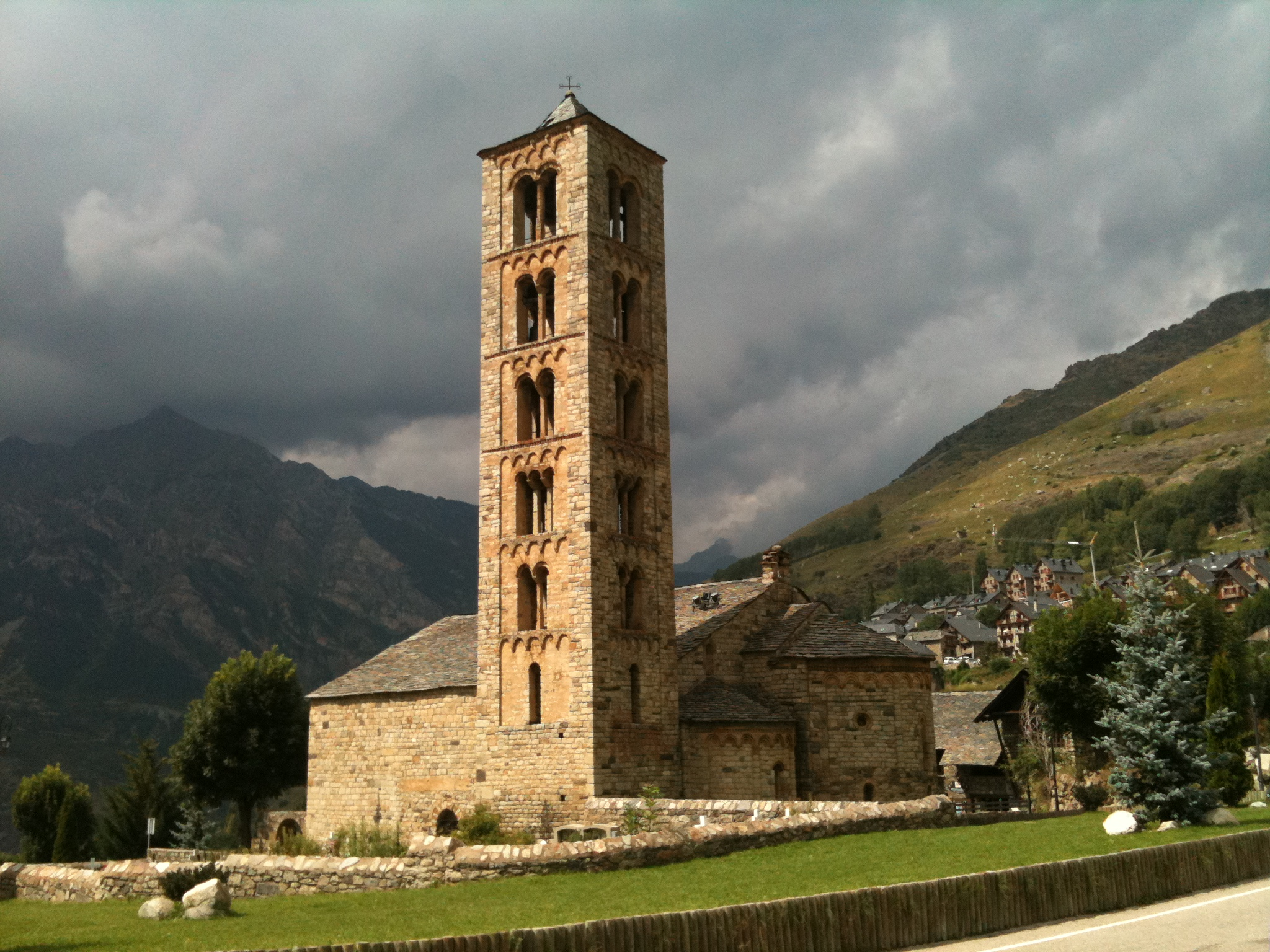
Sant Climent de Taüll
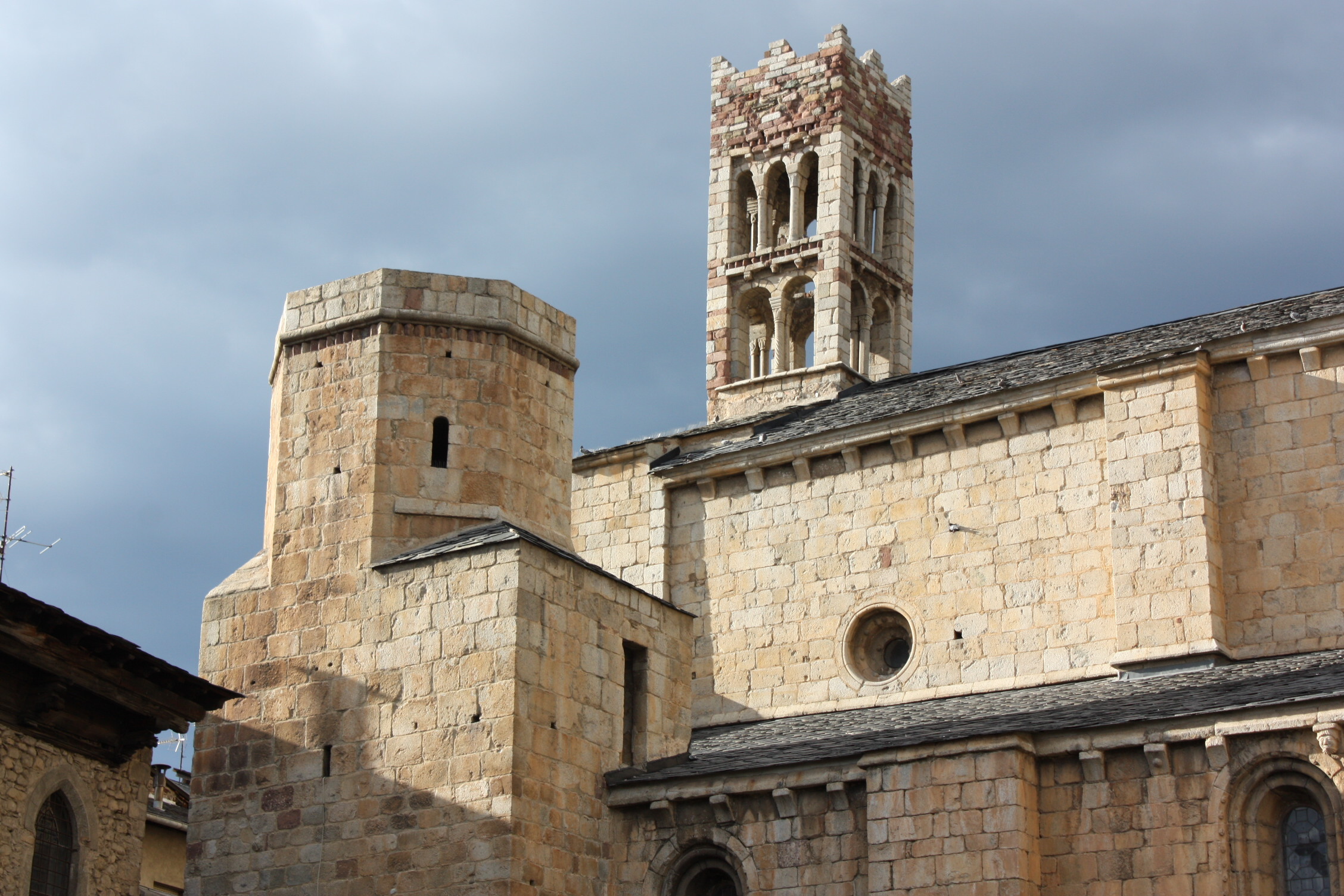
Catedral de la Seu d'Urgell
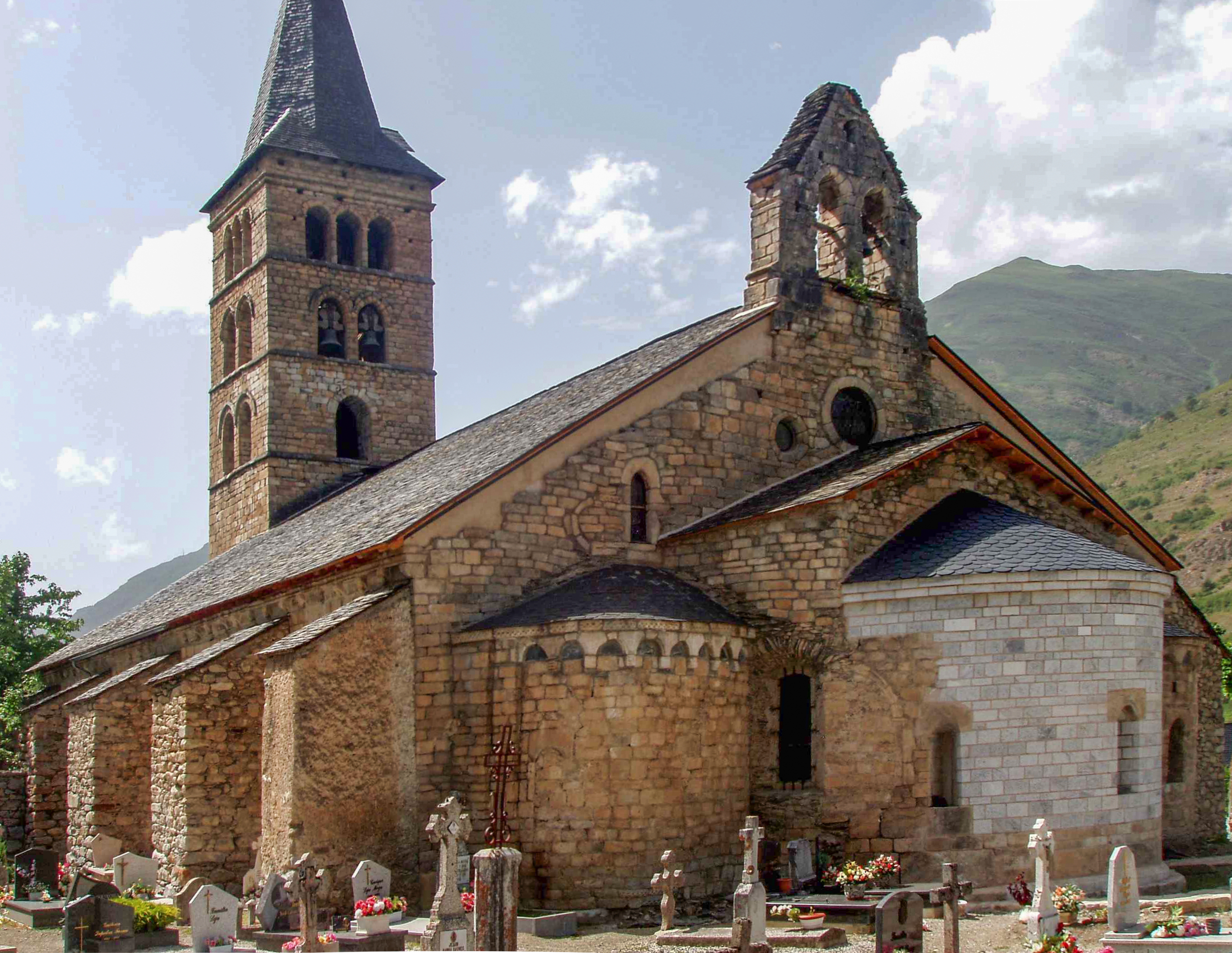
Santa Maria d'Arties
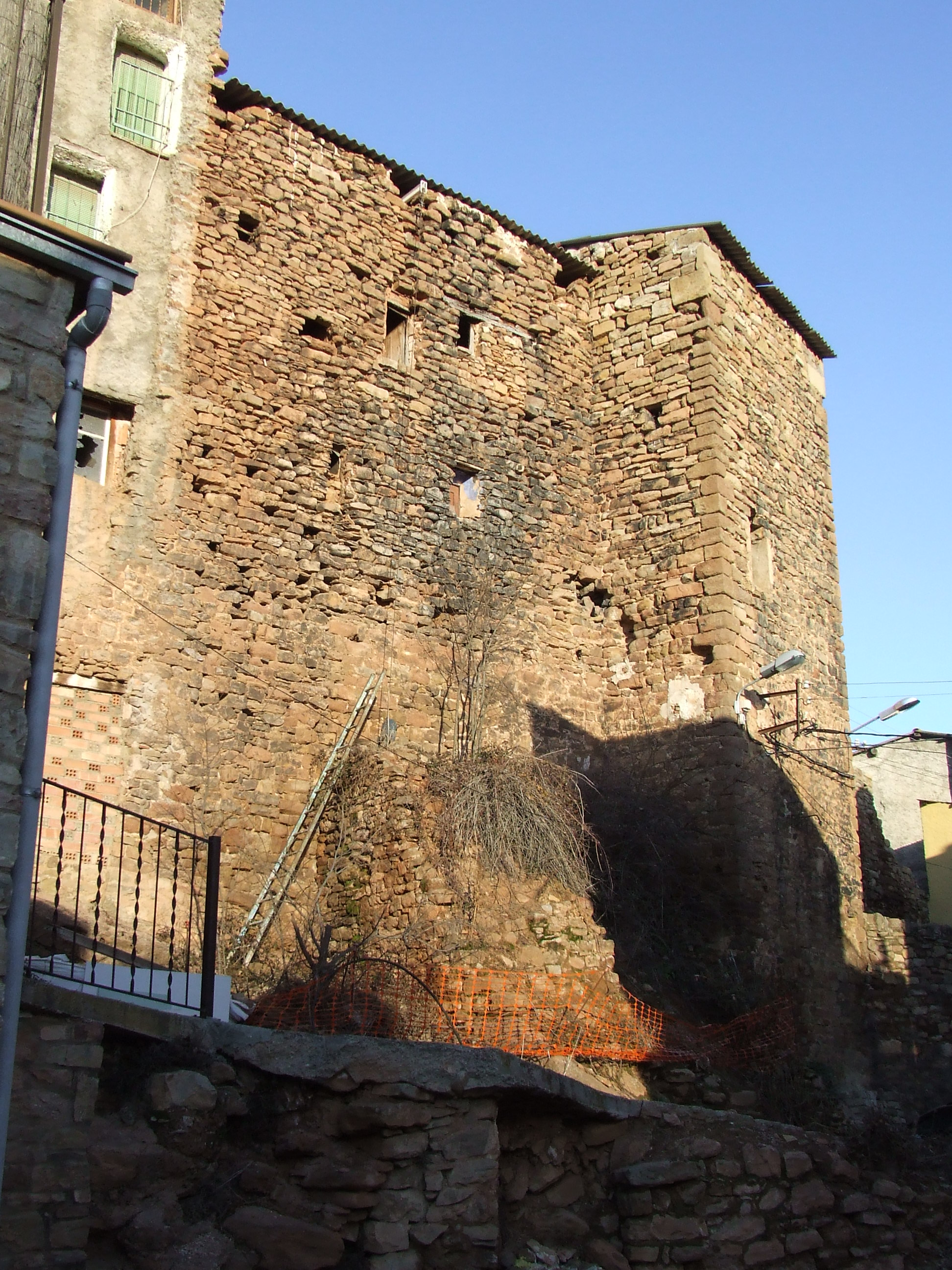
Castell de Vilamitjana